# Ивања Река
Ивања Река је насеље у саставу града Загреба. Припада градској четврти Пешченица - Житњак. До територијалне реорганизације у Хрватској налазила се у саставу ужег подручја Града Загреба.

## Географски положај
Смештена је на реци Сави, 12 километара источно од средишта Загреба, јужно од Славонске авеније. Ивања Река је позната по раскрсници ауто-путева према Вараждину, Славонском Броду и према Лучком (загребачка обилазница), односно наплатној рампи ауто-пута Загреб-Липовац.

## Историја
Први пут се спомиње 1217. године. Насеље је име добило по потоку Иванова Река или Чучерје који је ту некада утицао у реку Саву. У средњем веку у Ивањој Реци су становници каптолски кметови. Од средине 19. века Ивања Река је у саставу Котара Дуго Село, касније општине Дуго Село. Године 1987. издваја се из састава тадашње општине Дуго Село и припаја се тадашњој загребачкој градској општини Пешћеница, а од децембра 1999. године је у саставу четврти Пешченица - Житњак.
У насељу делује Добровољно ватрогасно друштво, фудбалски клуб, задавствена амбуланта, пошта и мотел. Ивања Река има своју властиту римокатоличку жупу. У току је довршење нове цркве. У месту је некада деловао и женски фудбалски клуб који је 1981. године био победик купа и првак тадашње Југославије.

## Становништво
Ивања Река се почела интензивно насељавати 70-их година прошлог века. Године 1981. бројала је 1.164 становника, а пописом 2001. у њој је живјело 1.783 становника. На попису 2011. године, насеље је имало 1.800 становника.

## Попис1991.
На попису становништва 1991. године, насељено место Ивања Река је имало 1.594 становника, следећег националног састава:
| Попис 1991.‍   | Попис 1991.‍  | Попис 1991.‍ | Попис 1991.‍ | Попис 1991.‍ |
| ------------- | ------------ | ----------- | ----------- | ----------- |
|               |              |             |             |             |
| Хрвати        | Хрвати       |             | 1.034       | 64,86%      |
| Срби          | Срби         |             | 323         | 20,26%      |
| Муслимани     | Муслимани    |             | 47          | 2,94%       |
| Југословени   | Југословени  |             | 27          | 1,69%       |
| Чеси          | Чеси         |             | 10          | 0,62%       |
| Словенци      | Словенци     |             | 5           | 0,31%       |
| Украјинци     | Украјинци    |             | 5           | 0,31%       |
| Мађари        | Мађари       |             | 2           | 0,12%       |
| Албанци       | Албанци      |             | 1           | 0,06%       |
| Црногорци     | Црногорци    |             | 1           | 0,06%       |
| неопредељени  | неопредељени |             | 43          | 2,69%       |
| регион. опр.  | регион. опр. |             | 3           | 0,18%       |
| непознато     | непознато    |             | 93          | 5,83%       |
| укупно: 1.594 |              |             |             |             |